# Коракші
Коракші́ (рос. Коракши, чув. Куракăш) — присілок у Чувашії Російської Федерації, у складі Єфремкасинського сільського поселення Аліковського району.
Населення — 219 осіб (2010; 285 в 2002, 375 в 1979, 449 в 1939, 432 в 1926, 371 в 1906, 203 в 1858).
Національний склад (на 2002 рік):
- чуваші — 99 %

## Історія
Засновано 19 століття двома частинами: як околотки присілку Друга Тінсаріна (нині не існує) та села Троїцьке (нині Асакаси). До 1866 року селяни мали статус державних, займались землеробством, тваринництвом, бондарством, слюсарством, виробництвом взуття та одягу. На початку 20 століття діяло 2 вітряки, 2 магазини. 1930 року створено колгосп «Безбожник». До 1927 року присілок входив до складу Асакасинської волості Ядринського повіту, з переходом на райони 1927 року — спочатку у складі Аліковського, у період 1962–1965 років — у складі Вурнарського, після чого знову переданий до складу Аліковського району.